# Mistrzostwa Europy w Lekkoatletyce 1950 – chód na 50 km mężczyzn

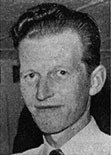
John Ljunggren

Chód na dystansie 50 kilometrów mężczyzn był jedną z konkurencji rozgrywanych podczas IV Mistrzostw Europy w Brukseli. Został rozegrany 25 sierpnia 1950. Zwycięzcą został Włoch Giuseppe Dordoni przed obrońcą tytułu z 1946, Szwedem Johnem Ljunggrenem i jego bratem Vernerem Ljunggrenem. W rywalizacji wzięło udział siedemnastu zawodników z dziesięciu reprezentacji.

## Rekordy
| Rekord świata     | Josef Doležal (CSK)  | 4:23:40 | Podiebrady, Czechosłowacja | 04.08.1946 |
| Rekord Europy     | Josef Doležal (CSK)  | 4:23:40 | Podiebrady, Czechosłowacja | 04.08.1946 |
| Rekord mistrzostw | John Ljunggren (SWE) | 4:38:20 | Oslo, Norwegia             | 35.08.1946 |

## Wyniki
| Miejsce | Zawodnik          | Czas    |
| ------- | ----------------- | ------- |
| 1       | Giuseppe Dordoni  | 4:40:43 |
| 2       | John Ljunggren    | 4:43:25 |
| 3       | Verner Ljunggren  | 4:49:28 |
| 4       | Josef Doležal     | 4:55:49 |
| 5       | John Proctor      | 4:58:01 |
| 6       | Alfred Cotton     | 5:03:30 |
| 7       | Claude Hubert     | 5:07:49 |
| 8       | Georges Pouchet   | 5:12:16 |
| 9       | Salvatore Cascino | 5:17:15 |
| 10      | Anton Kluyskens   | 5:18:31 |
| 11      | Harry Kristensen  | 5:18:55 |
| 12      | Oddvar Sponberg   | 5:22:41 |
| 13      | Jules Thibaut     | 5:23:47 |
| 14      | Oddvar Sandvik    | 5:24:46 |
| 15      | Louis Philippen   | 5:41:15 |
| –       | René Charrière    | DQ      |
| –       | Louis Marquis     | DQ      |